# Déclaration d'Helsinki
La déclaration d'Helsinki (Document 17.C) est un document officiel de l'Association médicale mondiale, représentante des médecins dans le monde. 
Adoptée en 1964 à Helsinki (Finlande), elle fut révisée plusieurs fois lors d'assemblées générales :
- Adoptée par la 18e Assemblée générale, Helsinki, juin 1964 et amendée par les :
  - 29e Assemblée générale, Tōkyō, octobre 1975
  - 35e Assemblée générale, Venise, octobre 1983
  - 41e Assemblée générale, Hong Kong, septembre 1989
  - 48e Assemblée générale, Somerset West (Afrique du Sud), octobre 1996
  - 52e Assemblée générale, Édimbourg, octobre 2000
- Ajout d'une note explicative concernant le paragraphe 29 à l'Assemblée générale de l'AMM, Washington 2002
- Ajout d'une note explicative concernant le paragraphe 30 à l'Assemblée générale de l'AMM, Tōkyō 2004
  - 59e Assemblée générale, Séoul, (Corée), octobre 2008
  - 64e Assemblée générale, Fortaleza, (Brésil), octobre 2013

## Introduction
La Déclaration d'Helsinki, élaborée par l'Association médicale mondiale, est une déclaration de principes éthiques dont l'objectif est de fournir des recommandations aux médecins et autres participants à la recherche médicale sur des êtres humains. Celle-ci comprend également les études réalisées sur des données à caractère personnel ou des échantillons biologiques non anonymes ;
- La mission du médecin est de promouvoir et de préserver la santé de l'être humain. Il exerce ce devoir dans la plénitude de son savoir et de sa conscience.
- Le Serment de Genève de l'Association médicale mondiale lie le médecin dans les termes suivants : « La santé de mon patient sera mon premier souci » et le Code international d'éthique médicale stipule : « le médecin devra agir uniquement dans l'intérêt de son patient lorsqu'il lui procure des soins qui peuvent avoir pour conséquence un affaiblissement de sa condition physique ou mentale ».
- Les progrès de la médecine sont fondés sur des recherches qui, in fine, peuvent imposer de recourir à l'expérimentation humaine.
- Dans la recherche médicale sur les sujets humains, les intérêts de la science et de la société ne doivent jamais prévaloir sur le bien-être du sujet.
- L'objectif essentiel de la recherche médicale sur des sujets humains doit être l'amélioration des méthodes diagnostiques, thérapeutiques et de prévention, ainsi que la compréhension des causes et des mécanismes des maladies. Les méthodes diagnostiques, thérapeutiques et de prévention, même les plus éprouvées, doivent constamment être remises en question par des recherches portant sur leur efficacité, leur efficience et leur accessibilité.
- Dans la recherche médicale comme dans la pratique médicale courante, la mise en œuvre de la plupart des méthodes diagnostiques, thérapeutiques et de prévention expose à des risques et à des contraintes.
- La recherche médicale est soumise à des normes éthiques qui visent à garantir le respect de tous les êtres humains et la protection de leur santé et de leurs droits. Certaines catégories de sujets sont plus vulnérables que d'autres et appellent une protection adaptée. Les besoins spécifiques des sujets défavorisés sur le plan économique comme sur le plan médical doivent être identifiés. Une attention particulière doit être portée aux personnes qui ne sont pas en mesure de donner ou de refuser elles-mêmes leur consentement, à celles qui sont susceptibles de donner leur consentement sous la contrainte, à celles qui ne bénéficieront pas personnellement de la recherche et à celles pour lesquelles la recherche est conduite au cours d'un traitement.
- L'investigateur doit être attentif aux dispositions éthiques, légales et réglementaires applicables à la recherche sur les sujets humains dans son propre pays ainsi qu'aux règles internationales applicables. Aucune disposition nationale d'ordre éthique, légal et réglementaire ne doit conduire à affaiblir ou supprimer les mesures protectrices énoncées dans la présente déclaration.

## Principes fondamentaux applicables à toute forme de recherche médicale
- Dans la recherche médicale, le devoir du médecin est de protéger la vie, la santé, la dignité et l'intimité de la personne.
- La recherche médicale sur des êtres humains doit se conformer aux principes scientifiques généralement reconnus. Elle doit se fonder sur une connaissance approfondie de la littérature scientifique et des autres sources pertinentes d'information ainsi que sur une expérimentation appropriée réalisée en laboratoire et, le cas échéant, sur l'animal.
- Des précautions particulières doivent entourer les recherches pouvant porter atteinte à l'environnement et le bien-être des animaux utilisés au cours des recherches doit être préservé.
- La conception et l'exécution de chaque phase de l'expérimentation sur des sujets humains doivent être clairement définies dans un protocole expérimental. Ce protocole doit être soumis pour examen, commentaires, avis et, le cas échéant, pour approbation, à un comité d'éthique mis en place à cet effet. Ce comité doit être indépendant du promoteur, de l'investigateur ou de toute autre forme d'influence indue. Il doit respecter les lois et règlements en vigueur dans le pays où s'effectuent les recherches. Il a le droit de suivre le déroulement des études en cours. L'investigateur a l'obligation de fournir au comité des informations sur le déroulement de l'étude portant en particulier sur la survenue d'événements indésirables d'une certaine gravité. L'investigateur doit également communiquer au comité, pour examen, les informations relatives au financement, aux promoteurs, à toute appartenance à une ou des institutions, aux éventuels conflits d'intérêts ainsi qu'aux moyens d'inciter des personnes à participer à une recherche.
- Le protocole de la recherche doit contenir une déclaration sur les implications éthiques de cette recherche. Il doit préciser que les principes énoncés dans la présente déclaration sont respectés.
- Les études sur l'être humain doivent être conduites par des personnes scientifiquement qualifiées et sous le contrôle d'un médecin compétent. La responsabilité à l'égard d'un sujet inclus dans une recherche doit toujours incomber à une personne médicalement qualifiée et non au sujet, même consentant.
- Toute étude doit être précédée d'une évaluation soigneuse du rapport entre d'une part, les risques et les contraintes et d'autre part, les avantages prévisibles pour le sujet ou d'autres personnes. Cela n'empêche pas la participation à des recherches médicales de volontaires sains. Le plan de toutes les études doit être accessible.
- Un médecin ne doit entreprendre une étude que s'il estime que les risques sont correctement évalués et qu'ils peuvent être contrôlés de manière satisfaisante. Il doit être mis un terme à la recherche si les risques se révèlent l'emporter sur les bénéfices escomptés ou si des preuves consistantes de résultats positifs et bénéfiques sont apportées.
- Une étude ne peut être réalisée que si l'importance de l'objectif recherché prévaut sur les contraintes et les risques encourus par le sujet. C'est particulièrement le cas lorsqu'il s'agit d'un volontaire sain.
- Une recherche médicale sur des êtres humains n'est légitime que si les populations au sein desquelles elle est menée ont des chances réelles de bénéficier des résultats obtenus.
- Les sujets se prêtant à des recherches médicales doivent être des volontaires informés des modalités de leur participation au projet de recherche.
- Le droit du sujet à la protection de son intégrité doit toujours être respecté. Toutes précautions doivent être prises pour respecter la vie privée du sujet, la confidentialité des données le concernant et limiter les répercussions de l'étude sur son équilibre physique et psychologique.
- Lors de toute étude, la personne se prêtant à la recherche doit être informée de manière appropriée des objectifs, méthodes, financement, conflits d'intérêts éventuels, appartenance de l'investigateur à une ou des institutions, bénéfices attendus ainsi que des risques potentiels de l'étude et des contraintes qui pourraient en résulter pour elle. Le sujet doit être informé qu'il a la faculté de ne pas participer à l'étude et qu'il est libre de revenir à tout moment sur son consentement sans crainte de préjudice. Après s'être assuré de la bonne compréhension par le sujet de l'information donnée, le médecin doit obtenir son consentement libre et éclairé, de préférence par écrit. Lorsque le consentement ne peut être obtenu sous forme écrite, la procédure de recueil doit être formellement explicitée et reposer sur l'intervention de témoins.
- Lorsqu'il sollicite le consentement éclairé d'une personne à un projet de recherche, l'investigateur doit être particulièrement prudent si le sujet se trouve vis-à-vis de lui dans une situation de dépendance ou est exposé à donner son consentement sous une forme de contrainte. Il est alors souhaitable que le consentement soit sollicité par un médecin bien informé de l'étude mais n'y prenant pas part et non concerné par la relation sujet investigateur.
- Lorsque le sujet pressenti est juridiquement incapable, physiquement ou mentalement hors d'état de donner son consentement ou lorsqu'il s'agit d'un sujet mineur, l'investigateur doit obtenir le consentement éclairé du représentant légal en conformité avec le droit en vigueur. Ces personnes ne peuvent être incluses dans une étude que si celle-ci est indispensable à l'amélioration de la santé de la population à laquelle elles appartiennent et ne peut être réalisée sur des personnes aptes à donner un consentement.
- Lorsque le sujet, bien que juridiquement incapable (un mineur par exemple), est cependant en mesure d'exprimer son accord à la participation à l'étude, l'investigateur doit obtenir que cet accord accompagne celui du représentant légal.
- La recherche sur des personnes dont il est impossible d'obtenir le consentement éclairé, même sous forme de procuration ou d'expression préalable d'un accord, ne doit être conduite que si l'état physique ou mental qui fait obstacle à l'obtention de ce consentement est une des caractéristiques requises des sujets à inclure dans l'étude. Les raisons spécifiques d'inclure des sujets dans une étude en dépit de leur incapacité à donner un consentement éclairé doivent être exposées dans le protocole qui sera soumis au comité pour examen et approbation. Le protocole doit également préciser que le consentement du sujet ou de son représentant légal à maintenir sa participation à l'étude doit être obtenu le plus rapidement possible.
- Les auteurs et les éditeurs de publications scientifiques ont des obligations d'ordre éthique. Lors de la publication des résultats d'une étude, les investigateurs doivent veiller à l'exactitude des résultats. Les résultats négatifs aussi bien que les résultats positifs doivent être publiés ou rendus accessibles. Le financement, l'appartenance à une ou des institutions et les éventuels conflits d'intérêts doivent être exposés dans les publications. Le compte-rendu d'une étude non conforme aux principes énoncés dans cette déclaration ne doit pas être accepté pour publication.

## Principes applicables à la recherche médicale conduite au cours d'un traitement
- Le médecin ne peut mener une recherche médicale au cours d'un traitement que dans la mesure où cette recherche est justifiée par un possible intérêt diagnostique, thérapeutique ou de prévention. Quand la recherche est associée à des soins médicaux, les patients se prêtant à la recherche doivent bénéficier de règles supplémentaires de protection.
- Les avantages, les risques, les contraintes et l'efficacité d'une nouvelle méthode doivent être évalués par comparaison avec les meilleures méthodes diagnostiques, thérapeutiques ou de prévention en usage. Cela n'exclut ni le recours au placebo ni l'absence d'intervention dans les études pour lesquelles il n'existe pas de méthode diagnostique, thérapeutique ou de prévention éprouvée.
- Afin de clarifier la position de l'AMM sur l'utilisation des essais avec témoins sous placebo, le Conseil de l'AMM a rédigé en octobre 2001 une note explicative, que vous trouverez sur cette page.
- Tous les patients ayant participé à une étude doivent être assurés de bénéficier à son terme des moyens diagnostiques, thérapeutiques et de prévention dont l'étude aura montré la supériorité. (Note explicative)
- Le médecin doit donner au patient une information complète sur les aspects des soins qui sont liés à des dispositions particulières du protocole de recherche. Le refus d'un patient de participer à une étude ne devra en aucun cas porter atteinte aux relations que le médecin entretient avec ce patient.
- Lorsqu'au cours d'un traitement, les méthodes établies de prévention, de diagnostic ou de thérapeutique s'avèrent inexistantes ou insuffisamment efficaces, le médecin, avec le consentement éclairé du patient, doit pouvoir recourir à des méthodes non éprouvées ou nouvelles s'il juge que celles-ci offrent un espoir de sauver la vie, de rétablir la santé ou de soulager les souffrances du malade. Ces mesures doivent, dans toute la mesure du possible, faire l'objet d'une recherche destinée à évaluer leur sécurité et leur efficacité. Toute nouvelle information sera consignée et, le cas échéant, publiée. Les autres recommandations appropriées énoncées dans la présente déclaration s'appliquent.

## Note explicative concernant le paragraphe 29
L' AMM note avec préoccupation que le paragraphe 29 de la Déclaration d'Helsinki (octobre 2000) est l'objet d'interprétations diverses et de possibles malentendus. Elle réaffirme par ailleurs que les essais avec témoins sous placebo ne doivent être utilisés qu'avec de grandes précautions et, d'une façon générale, lorsqu'il n'existe pas de traitement éprouvé. Toutefois, même s'il existe un traitement éprouvé, les essais avec témoins sous placebo peuvent être éthiquement acceptables dans les conditions suivantes :
lorsque, pour des raisons méthodologiques impérieuses et scientifiquement solides, il n'existe pas d'autres moyens qui permettent de déterminer l'efficacité ou l'innocuité d'une méthode prophylactique, diagnostique ou thérapeutique ;
ou lorsqu'une méthode prophylactique, diagnostique ou thérapeutique est mise à l'essai pour une affection bénigne et que la participation à l'essai n'expose pas à des risques supplémentaires de dommages significatifs ou durables.
Toutes les dispositions énoncées dans la DoH doivent être respectées, en particulier, la nécessité d'un examen éthique et scientifique approfondi.

## Note explicative concernant le paragraphe 30
L'AMM réaffirme par la présente qu'il est important, pendant la phase de planification d'une étude, d'identifier l'accès après étude des patients impliqués aux traitements prophylactiques, diagnostiques et thérapeutiques, jugés comme bénéfiques au cours de l'étude ou bien à des soins adéquats. Le mode d'accès post étude ou les autres soins doivent être décrits dans le protocole de l'étude afin que le comité d'éthique puisse étudier ces dispositions.

## Note explicative concernant paragraphes 20 et 34: La philosophie générale de la justice et de la bienfaisance
la justice revêt une importance primordiale, car elle englobe la nécessité d'une répartition équitable des risques et des bénéfices parmi tous les participants, ainsi qu'un accès égal aux avancées et aux découvertes engendrées par la recherche. Cette équité est essentielle pour garantir que personne ne supporte un fardeau disproportionné tout en permettant à tous de bénéficier des résultats de manière équitable. en outre, la bienfaisance constitue un pilier fondamental de l'éthique de la recherche. Elle implique l'obligation morale de faire le bien, de s'efforcer d'optimiser les avantages potentiels découlant de la recherche tout en minimisant les dommages et les risques encourus par les participants. Cela signifie que les chercheurs doivent prendre des mesures pour maximiser les résultats positifs de leurs travaux tout en veillant à ce que les participants soient protégés contre les préjudices potentiels.
Il est notable que la Déclaration d'Helsinki, au fil du temps, a évolué d'un document qui se concentrait principalement sur les aspects éthiques de la recherche vers un document qui accorde une attention croissante à la justice sociale. Cette transition reflète la prise de conscience croissante de l'importance de garantir que la recherche médicale soit menée de manière éthique tout en promouvant l'équité et l'accès égal aux avantages pour tous les individus, indépendamment de leur statut social, économique ou culturel.

## Avenir

### Les controverses
Les controverses et les divisions nationales concernant le texte ont perduré. La FDA des États-Unis a refusé d'accepter la version de 2000 et les modifications ultérieures, ne reconnaissant que la troisième révision datant de 1989,les modifications ultérieures, ne reconnaissant que la troisième révision datant de 1989. En 2006, elle a même déclaré son intention d'éliminer toute référence à la Déclaration.
À la suite de discussions, qui ont pris en compte les inquiétudes exprimées, une règle finale a été publiée le 28 avril 2008, remplaçant la Déclaration d'Helsinki par les Bonnes Pratiques Cliniques, en vigueur à partir d'octobre 2008. Cette décision a suscité des préoccupations concernant l'affaiblissement apparent des protections pour les sujets de recherche en dehors des États-Unis.
En outre, le NIH a exclu toute mention de la Déclaration d'Helsinki dans son programme de formation sur la protection des participants à la recherche humaine, De même l'Union européenne ne fait référence qu'à la version de 1996 dans sa Directive sur les essais cliniques publiée en 2001,bien que la Commission européenne évoque la révision de 2000.
Les débats actuels sur les amendements de la déclaration en 2024 portent sur l'accès au soins à toute la population en mettant l'accent sur le principe de la justice. La vulnérabilité des participants à la recherche est un sujet critique pour cette révision. L'idée est de promouvoir la diversité et  la valeur sociale, en particulier pour ceux qui sont vulnérables et les plus nécessiteux. Un autre aspect global qui interpelle la délclaration d'Hélsiki est celui de la réduire les perturbations liées au changement climatique en matière d'environnement et de santé.

## Les cadavres et les restes humains
La Déclaration d'Helsinki, référence en éthique de la recherche biomédicale , offre un cadre de référence précieux pour la recherche médico-légale impliquant des restes humains. Bien qu'initialement conçue pour la recherche sur des sujets vivants, ses principes fondamentaux, tels que le respect de la dignité humaine, la protection des sujets, et l'importance du consentement éclairé, s'appliquent également à la recherche post-mortem. Cependant, la recherche médico-légale présente des spécificités qui posent des défis particuliers à l'application stricte de la Déclaration.
Le consentement éclairé, par exemple, est un concept central de la Déclaration. Or, dans le contexte de la recherche médico-légale, il est souvent difficile, voire impossible, d'obtenir un consentement préalable du défunt. Les chercheurs doivent alors s'appuyer sur des dispositifs légaux et éthiques spécifiques, comme la notion d'intérêt supérieur de la science ou le consentement présumé, pour justifier l'utilisation de restes humains à des fins de recherche.
De plus, la recherche médico-légale soulève des questions uniques concernant la confidentialité des données. Les informations recueillies lors des autopsies et des analyses peuvent être sensibles et doivent être traitées avec la plus grande discrétion. La Déclaration d'Helsinki, bien qu'elle ne traite pas spécifiquement de cette question, insiste sur la nécessité de protéger la vie privée des participants à la recherche.
En dépit de ces défis, la Déclaration d'Helsinki demeure un outil indispensable pour guider les chercheurs médico-légaux. Elle les invite à mener leurs travaux dans le respect de la dignité humaine, en minimisant les risques et en maximisant les bénéfices pour la société. Pour cela, il est essentiel que les chercheurs travaillent en étroite collaboration avec les comités d'éthique de la recherche, qui ont pour mission d'évaluer les projets de recherche et de s'assurer qu'ils sont conformes aux normes éthiques en vigueur.